# Paul Ariste
Paul Ariste (3. února 1905, Rääbise – 2. února 1990, Tartu) byl estonský lingvista a folklorista, zakladatel estonské fennougristiky. Hlavním předmětem jeho vědeckého zájmu byla vymírající votština a votská lidová kultura. Byl však polyglotem a akademicky vyučoval obecnou lingvistiku, fennougristiku, vícero jednotlivých ugrofinských jazyků, švédštinu, lotyštinu, dolnoněmčinu a esperanto. Byl znám rovněž jako znalec jidiše a romštiny a baltské židovské a romské kultury.

## Život
Paul Ariste se narodil 3. února 1905 v Rääbise jako syn panského kováře. Rodina nesla příjmení Berg, Paul si však v rámci vlasteneckého poestonšťování přidělených panských jmen, které v mladé Estonské republice probíhalo, roku 1927 změnil příjmení na Ariste podle saaremské vesnice Ariste.
Po absolvování obecní školy v Tõikvere a odešel na studia nejprve na Tallinnské chlapecké humanitní gymnázium (Tallinna Poeglaste Humanitaargümnaasium), a poté studoval 1925–1929 estonskou filologii a germanistiku na Tarbatské univerzitě, kde následně roku 1931 získal magisterský titul. Během studií pracoval v letech 1925–27 v Archivní knihovně Estonského národního muzea (Eesti Rahva Muuseumi Arhiivraamatukogu) a v letech 1927–31 v Estonském folklórním archivu (Eesti Rahvaluule Arhiiv).
Ve letech 1931–33 pobýval Paul Ariste jako stipendiát Tarbatské univerzity na univerzitách v Helsinkách, Uppsale a Hamburku. Roku 1933 pak začal přednášet fonetiku na domácí Tarbatské univerzitě, kde také 1939 obhájil disertaci na téma „Hlásky hiijských nářečí“ (Hiiu murrete häälikud) a získal titul doktora filologie. V letech 1934–1938 souběžně pracoval jako odborný asistent v Archivu estonského jazyka (Eesti keele archiiv).
Když na podzim 1944 obnovila Tarbatská univerzita svou činnost, přerušenou válečnými událostmi, bylo Paulu Aristovi svěřeno vedení Katedry ugrofinských jazyků, protože byl jediným odborníkem z oboru, který z Tartu neuprchl před postupujícími sověty. V květnu 1945 však byl sovětskými okupačními úřady a obviněn z nacionalistické a protisovětské činnosti. Ve vazbě se pokusil o sebevraždu, aby unikl krutému mučení, kterému byl vystaven, a aby zastavil případnou perzekuci své manželky a dětí. Po roce věznění byl nakonec díky úsilí přátel a příznivců osvobozen a propuštěn a mohl se navrátit k vědecké činnosti a převzít znovu vedení katedry.
Roku 1949 pak získal Paul Ariste oficiálně profesuru a 1954 byl přijat do Akademie věd Estonské SSR. V letech 1957–1960 v Akademii vedl oddělení ugrofinských jazyků v Institutu jazyka a literatury. Od roku 1955 řídil redakci ročenky Společnosti pro mateřský jazyk (Emakeele Selts). V roce 1965 pak inicioval založení fennougristického časopisu Советское финно-угроведение (Sovětskoje finno-ugrověděnije) a stal se jeho vedoucím redaktorem.

## Dílo

### Estonská filologie
Na poli estonské filologie je Paul Ariste dodnes stěžejní postavou. Založil estonská fonetická studia a dosáhl průlomových výsledků v etymologickém bádání (např. na poli slov přejatých z dolnoněmčiny a švédštiny) a ve studiu nářečí a historických podob spisovné estonštiny. Zásadním způsobem ovlivnil přístup k folklóru a jeho výzkumu. Podílel se též na průlomovém sborníku Eesti rahva etnilisest ajaloost (Etnické dějiny estonského lidu), který byl oceněn státní cenou roku 1956, a jako první zpracoval vědeckou bibliografii estonského národního eposu Kalevipoeg a jeho překladů do cizích jazyků.

### Fennougristika
Paul Ariste platí za zakladatele estonské fennougristiky. Nebyl sice prvním estonským lingvistou, který se zabýval ugrofinskými jazyky, ale byl prvním, kdo toto studium uchopil jako samostatný a ucelený vědní obor, a kdo vedle vlastního bádání vybudoval skutečnou vědeckou školu. Jeho katedra na Tarbatské univerzitě se stala centrem studia ugrofinských jazyků nejen v rámci Estonska, nýbrž i v celosvětovém měřítku. Jeho práce na poli srovnávací gramatiky ugrofinských jazyků položily základ celé řadě jeho následovníků, jím navázané kontakty s malými ugrofinskými národy Sovětského svazu se staly počátkem dlouholeté fennougristické i obecně kulturní spolupráce.
Paulem Aristem roku 1965 založený časopis Советское финно-угроведение se stal velmi rychle základním periodikem oboru a jako takové vychází dodnes (od roku 1990 pod názvem Linguistica Uralica).
Roku 1970 Paul Ariste předsedal 3. mezinárodnímu fennougristickému kongresu. Roku 1971 byl zvolen předsedou Výboru sovětských fennougristů a roku 1980 předsedou Mezinárodního výboru pro fennougristiku.

### Studium votštiny a votské kultury
Hlavní oblastí vědeckého zájmu Paula Arista byla votština. Shromáždil nepřeberné množství votského jazykového materiálu, který je dnes, kdy votština jako živý jazyk zanikla, základem téměř všech votských studií.

### Malé jazyky
Kromě ugrofinských jazyků, z nichž velké množství patří mezi jazyky s malým množstvím mluvčích či přímo ohrožené vyhynutím, zajímaly Paula Arista obecně všechny malé, ohrožené, utlačované jazyky. Vedle významných vědeckých výsledků na poli studia ugrofinské livonštiny, ižorštiny, karelštiny a vepštiny se zabýval jidišem, romštinou (už v roce 1938 vydal sbírku romských pohádek Romenge Paramiši) či arménštinou (pojednání o arménském klasikovi Chačaturu Abovjanovi).

### Esperanto
Už od svých 16 let se Paul Ariste zabýval též esperantem a postupně se na ně stal vyhlášeným expertem. V letech 1967–1976 byl členem mezinárodní Akademie Esperanta, a esperantským magazínem La Ondo de Esperanto byl roku 2000 zařazen mezi 100 nejvýznamnějších esperantistů.

## Ocenění
- Člen Akademie věd Estonské SSR (1954)
- Státní cena Estonské SSR (1959)
- Zasloužilý vědec Estonské SSR (1965)
- Čestný člen Maďarské akademie věd (1966)
- Externí člen Finské akademie věd (1969)
- Čestný doktor Helsinské univerzity (1969)
- Čestný doktor Segedínské univerzity (1971)
- Externí člen Finské akademie (1980)
- Řád V. I. Lenina (1981)
- Státní cena Estonské SSR (1982)[2]